# Bo Jansson (femkampare)
Bo Jansson, född 20 april 1937 i Uppsala, är en svensk modern femkampare. Han tävlade för F20 IF.
Jansson tävlade för Sverige vid olympiska sommarspelen 1964 i Tokyo, där han slutade på åttonde plats i herrarnas individuella tävling. Han var även en del av Sveriges lag som slutade på fjärde plats i lagtävlingen. Vid olympiska sommarspelen 1972 i München slutade Jansson på 24:e plats i den individuella tävlingen. Han var även en del av Sveriges lag som slutade på femte plats i lagtävlingen.
Han blev svensk mästare i modern femkamp tre gånger: 1963, 1970 och 1972.